# アウトドア般若心経
アウトドア般若心経 （アウトドアはんにゃしんぎょう）とは、みうらじゅんが提唱した「般若心経」の新しい写経のことである。

## 概要
「般若心経」は278文字から構成されており、日本の仏教の各宗派で唱えられていることから、功徳のために写経をする人が多い。
みうらじゅんは「般若心経」278文字を、家を出て（これを「出家」と称す）、経文の文字のある市街の看板等の文字を写真に撮り（これを「写経」と称す）、経文の完成を目指すことを「アウトドア般若心経」と定義した。
みうらはこれを実践し、2005年12月30日に行われたみうらといとうせいこうによるトークイベント「ザ・スライドショー9.5」（ラフォーレ原宿）にて途中経過版を発表した。この時は「マイ般若心経」という呼び方をしていた。未完成なので写真に撮れていない文字が多かったり、同じ写真を何度も使いまわしたりしていた。例えば「若」はすべて、当時花田勝（現・花田虎上）がプロデュースしていた「Chanko Dining 若」の看板が使われていた。
その後すべての文字を撮影し、2006年10月27日放送のテレビ朝日「タモリ倶楽部」において完読会を実施した。本物の僧侶による読経に合わせて1枚ずつ写真を披露していった。
2007年9月25日から行われた「ザ・スライドショー10 JAPAN TOUR 2007」では、さらに改良を加えた「アウトドア般若心経・完全版」を披露した。また、2007年10月には書籍も発売された。ただし、ザ・スライドショー10では「これをやって、何になるのか分らない」という、身も蓋もない発言もしていた。

## 写真の例
- 智：上智大学より
- 亦：静岡県沼津市・原駅前にて開業している不動産業者の店名より
- 老：新宿駅近くの餃子店の看板より
- 恐：恐山行きのバスの行き先表示機より
- 顛：みうらじゅんの事務所前の石碑より
- 耨：近松門左衛門の墓所より（兵庫県尼崎市広済寺）
- 呪：兵庫県西宮市神呪町より

なお、写経時の「マイルール」として、「卑怯だから」という理由で、なるべく寺社にあるものからは写経しないことになっている。
般若心経の256文字目は「曰」であるが、みうらが撮った（写経した）文字は「日」であった。
また、「罣」は「罫」、「羯」は「掲」、「諦」は「帝」となっていた。
みうら曰く常に改訂を重ねているとのことで、初期のバージョン、TV放送時、完全版、書籍などを比較すると使用した写真が異なるものが多かった。